# Марьино (Сочи)
Ма́рьино — село в Лазаревском районе муниципального образования «город-курорт» Сочи Краснодарского края. Входит в состав Кировского сельского округа.

## География
Селение расположено в центральной части Лазаревского района города-курорта Сочи, на левом берегу реки Псезуапсе. Находится в 22 км к востоку от посёлка Лазаревское, в 90 км к северо-западу от Центрального Сочи и в 247 км к югу от города Краснодар (по дороге).
Граничит с землями населённого пункта — Тхагапш на северо-западе. Село территориально разделено на три микрорайона — собственно микрорайон Марьино, а также Марьино 1-е и Марьино 30-й км.
Через село проходит автодорога — 03К-459, ведущая по ущелью реки Псезуапсе от посёлка Лазаревское до окраины микрорайона Марьино 30-й км.
Марьино расположено в горной зоне Причерноморского побережья. Рельеф местности в основном холмистый с ярко выраженными колебаниями относительных высот. Средние высоты на территории села составляют около 477 метра над уровнем моря. Наиболее высшими точками в окрестностях села являются горы Дуношх (912 м) и Гвачева (1121 м).
На территории селения развиты серо-лесные почвы с плодородным горным чернозёмом, благодаря которому в селе хорошо произрастают различные субтропические культуры. В окрестностях села расположены крупные урочища — Жемси и Гвачева Щель.
Гидрографическая сеть представлена бассейном реки Псезуапсе. В пределах селения в Псезуапсе впадают реки Гвачева Щель, Ахалаева и ряд более мелких рек справа, а также реки Бабучек, Овсянчиков, Волков и ряд более мелких ряд рек слева. У микрорайона Марьино 30-й км, в Псезуапсе впадает его главный левый приток — Хаджуко.
Климат на территории села влажный субтропический. Среднегодовая температура воздуха составляет около +13,2°С, со средними температурами июля около +22,7°С, и средними температурами января около +5,7°С. Среднегодовое количество осадков составляет около 1350 мм. Основная часть осадков выпадает в зимний период.

## История
Селение Марьино основано в 1869 году, как одно из мест дислокации Кавказского батальона царских войск, занимавшихся преследованием черкесов продолжавших скрываться в труднодоступных горных ущельях.
По ревизии на 1 января 1917 года числился в составе Туапсинского округа Черноморской губернии.
В 1934 году село передан в состав Шапсугского района Азово-Черноморского края.
В 1945 году Шапсугский район реорганизован и переименован в Лазаревский район Краснодарского края.
В 1961 году при включении Лазаревского района в состав города Сочи, село Марьино было передано в состав Туапсинского района.
В 1965 году село Марьино передан в состав Кировского сельского округа Лазаревского района города-курорта Сочи.

## Население
| 2002 | 2010 |
| ---- | ---- |
| 114  | ↗117 |

Национальный состав
По данным Всероссийской переписи населения 2010 года:
| Народ    | Численность, чел. | Доля от всего населения, % |
| -------- | ----------------- | -------------------------- |
| русские  | 100               | 85,5 %                     |
| греки    | 6                 | 5,1 %                      |
| украинцы | 5                 | 4,2 %                      |
| адыги    | 3                 | 2,6 %                      |
| армяне   | 3                 | 2,6 %                      |
| всего    | 117               | 100 %                      |

## Инфраструктура
В селе слабо развита социальная инфраструктура. Ближайшие образовательные учреждения расположены в посёлке Лазаревское. Ближайшее здравоохранительное учреждение расположено в ауле Тхагапш.

## Экономика
Основную роль в экономике села играют садоводство и пчеловодство. Также в верховьях реки сохранились остатки заброшенных после Кавказской войны адыгских садов, которые ныне получили название — Старые Черкесские сады.
Также важную роль в экономике села играет постепенно развивающийся туризм. В частности к наиболее посещаемым объектам относятся сохранившиеся в окрестностях села различные дольменные сооружения и верховье реки Псезуапсе и его верхних притоков.

## Улицы
В селе всего две улицы — Низовая и Артёмовская.